# Crkva sv. Katarine u Dapcima
Crkva sv. Katarine u Dapcima rimokatolička je župna crkva u Dapcima kraj Čazme, u Bjelovarsko-bilogorskoj županiji.

## Povijest
Od 1836. do 1838. godine građena je današnja crkva sv. Katarine za vrijeme čazmanskog župnika Josipa Postića, a obnovljena je 1908. godine te se obnavlja i zadnjih dvadesetak godina. Zbog bolesti tadašnjeg župnika, za Božić 1931. godine u župi je kratko djelovao Alojzije Stepinac, koji je u to vrijeme bio nadbiskupski obredničar. Oltar sv. Katarine načinjen je u gotičkom stilu 1908. godine, a obnovljen je 2015. godine. U Dapcima prije ove crkve, postoji i kapela sv. Katarine na groblju prema selu Palančanima. 
Svake godine svečano se slavi 24. studenoga zaštitnica župe – sveta Katarina Aleksandrijska.